# ويليام ييتس (سياسي)
ويليام ييتس (بالإنجليزية: William Yates)‏ هو سياسي أسترالي وبريطاني (وحمل سابقاً جنسية المملكة المتحدة لبريطانيا العظمى وأيرلندا)، ولد في 15 سبتمبر 1921 في المملكة المتحدة، وتوفي في 18 أبريل 2010 في أستراليا. حزبياً، نشط في حزب المحافظين والحزب الليبرالي الأسترالي.

## مناصب
- في الانتخابات العامة في المملكة المتحدة 1955 [الإنجليزية]‏، انتخب عضو البرلمان الحادي والأربعين للمملكة المتحدة ‏ عن دائرة ذا ريكين (26 مايو 1955 – 18 سبتمبر 1959).
- في الانتخابات العامة في المملكة المتحدة 1959 [الإنجليزية]‏، انتخب عضو البرلمان الثاني والأربعون للمملكة المتحدة ‏ عن دائرة ذا ريكين (8 أكتوبر 1959 – 25 سبتمبر 1964).
- في الانتخابات العامة في المملكة المتحدة 1964 [الإنجليزية]‏، انتخب عضو البرلمان الثالث والأربعون للمملكة المتحدة عن دائرة ذا ريكين (15 أكتوبر 1964 – 10 مارس 1966).
- انتخب عضو مجلس النواب الأسترالي عن دائرة Division of Holt [الإنجليزية]‏ (13 ديسمبر 1975 – 18 أكتوبر 1980).